# Шарлевил-Мезиер
 Тази статия е за града във Франция.  За окръга вижте Шарлевил-Мезиер (окръг).  
Шарлевѝл-Мезиѐр (на френски: Charleville-Mézières, [ʃaʁ.lə.vil me.zjɛʁ]) е град в североизточна Франция, административен център на департамента Арден и окръг Шарлевил-Мезиер в регион Гранд Ест. Населението му е около 46 000 души (2018).
Разположен е на 148 метра надморска височина в югозападния край на Ардените, на бреговете на река Мьоз и на 10 километра западно от границата с Белгия. Градът е създаден през 1966 година със сливането на Мезиер (основан през 899 година) и Шарлевил (основан през 1606 година от Карло I Гонзага, чието име носи).

## Известни личности
Родени в Шарлевил-Мезиер
- Франческо Гонзага (1606 – 1622), херцог
- Артюр Рембо (1854 – 1891), поет
- Феликс Савар (1791 – 1841), физик